# Џуди Гарланд
Франсес Етел Гам (енгл. Frances Ethel Gumm), познатија као Џуди Гарланд (енгл. Judy Garland; Гранд Рапидс, 10. јун 1922 — Челси, 22. јун 1969) била је америчка глумица и певачица. У каријери дужој од 45 година прославила се улогама у филмским мјузиклима и драмама, а затим и као певачица. Освојила је Оскар за младе глумце, Златни глобус и награду Сесил Б. Демил, те награде Греми и Тони. Њен тип вокала је био контраалт.
У почетку глумачке каријере је са двема старијим сестрама (Сестре Гам) наступала у позоришним водвиљима, да би као тинејџерка потписала уговор са продуцентском кућом Метро-Голдвин-Мејер. Глумила је у више од двадесет филмова тог студија, укључујући и девет филмова у којима јој је партнер био Мики Руни. Прославила се улогом девојчице Дороти у филму „Чаробњак из Оза“ (1939). Уговор са МГМ-ом раскинула је након 15 година сарадње и окренула се музичкој каријери, која је обележена бројним распродатим концертима те наступом у „Карнеги холу“. Године 1954. вратила се глуми улогом у филму „Звезда је рођена“.
Упркос успесима на професионалном плану, Гарландова је имала великих проблема у приватном животу. Пошто су је филмски продуценти убедили да има вишак килограма и да не изгледа привлачно, Џуди Гарланд постала је несигурна у свој изглед па је почела да користи лекове у прекомерним дозама, што је довело до вишедеценијске борбе против зависности. Њена финансијска стабилност је била веома угрожена јер је била присиљена да позајмљује на стотине хиљада долара са великим каматама, а њена прва четири брака, од укупно пет, завршила су се разводом. Покушавала је да изврши самоубиство неколико пута. Џуди Гарланд је умрла у четрдесетседмој години живота, услед предозирања лековима, остављајући иза себе троје деце: Лајзу Минели, Лорну Лафт и Џозефа Лафта.
Џуди Гарланд је 1997. године постхумно додељена награда Греми за животно дело. Амерички филмски институт је 1999. године уврстио Џуди Гарланд међу десет најуспешнијих глумица у историји америчког филма.

## Живот и каријера

### Детињство и рана младост
Рођена у месту Гранд Рапидс у америчкој савезној држави Минесоти, 10. јуна 1922. године и била је најмлађе дете у породици позоришних радника Френка Гама и Етел Марион Милн. Отац Френк је вукао порекло од породице Марабл из америчке савезне државе Вирџиније, док је мајка била потомак Патрика Фицпатрика, који је у Америку допутовао из ирског градића Смитауна седамдесетих година 18. века.
Након доласка у Америку, њени родитељи су постали баптисти. „Беба“, како су Франсес звали одмила, наследила је породични дар за песму и игру. Франсес се на телевизији појавила са само две и по године, када је са сестрама Мери „Сузи“ Џејн (1915—1965) и Дороти „Џини“ Вирџинијом (1917—1977), отпевала песму Jingle bells у позоришту чији је власник био њен отац.
Следећих неколико година сестре Гам су, у клавирској пратњи мајке, изводиле различите нумере у позоришту њиховог оца. У јуну 1926. године, након гласина да Френк има сексуалних склоности према мушким глумцима у његовом позоришту, породица је морала да се пресели у градић Ланкастер у Калифорнији. Френк је и у овом граду купио и комплетно опремио позориште, настојећи да обезбеди најбоље услове за глумачки и музички развој своје три кћерке.

### „Сестре Гам“
Сестре Гам су 1928. године почеле да похађају школу плеса коју је водила Етел Меглин. Сестре су, заједно са осталим плесачима, наступале на годишњим Божићним приредбама. Етел Меглин је омогућила сестрама да 1929. године остваре своје прве улоге у краткометражном филму „Велики шоу“. Одмах потом су уследиле и улоге у филмовима: „Одмор у земљи прича“ (у којем се Франсес први пут појавила самостално у једној сцени) и „Венчање Џека и Џил“. Након заједничког наступа у филму „Мехурићи“, сестре Гам су свој последњи заједнички наступ у филму оствариле 1935. године, улогама у краткометражном филму La Fiesta de Santa Barbara.
Сестре су, 1934. године, наступиле са својом позоришном представом у „Оријентал театру“ у Чикагу и на тај начин крунисале вишегодишње успешно извођење представе у мањим позориштима. Међутим, овога пута су сестре наступиле под заједничким, званичним именом „Сестре Гам“. Џорџ Џизел, који је заједно са сестрама учествовао у представи, предложио им је да промене назив „Сестре Гам“ (енгл. The Gumm Sisters), због тога што је реч Гам подстицала публику на сталан смех. „Сестре Гам“ су промениле име у „Сестре Гарланд“ (енгл. The Garland Sisters), а Франсес је своје име убрзо променила у Џуди, инспирисана песмом Хоагија Кармајкла.
Постоји неколико прича у погледу начина на који су сестре одабрале ново име „Гарланд“. Према једној верзији, ново име групи дао је Џизел по угледу на лик Лили Гарланд из филма „Двадесети век“, који се у то време приказивао у „Оријентал театру“. Друга верзија говори о томе да су сестре ново име добиле по узору на филмског критичара Роберта Гарланда. Лорна Лафт, кћерка Џуди Гарланд, у једном интервјуу је истакла да су сестре групи дале ново име након што је Џизел изјавио да је трио певачица „изгледао лепше од венца пуног цвећа“. Још једна верзија је изашла на видело када је Џизел био гост у телевизијској емисији коју је Џуди Гарланд водила 1963. године. У тој емисији, Џизел је навео да му се приликом слања телеграма глумици Џудит Андерсон, у коме је споменуо и реч венац (енгл. garland) тај термин просто „урезао“ у памћење. Када га је трио сестара замолио да им предложи ново име за назив групе, Џизел је без размишљања изабрао реч ГАРЛАНД.(енгл. Garland)

### Уговор са Метро-Голдвин-Мејером
Џуди Гарланд је 1935. године потписала уговор са продуцентском кућом Метро-Голдвин-Мејер. Неколико месеци раније, Џуди је имала тестирања у телевизијском студију Метро-Голдвин-Мејера, али та тестирања нису испунила очекивања званичника продуцентске куће, тако да Џуди није ушла у ужи избор. У том тренутку, званичници продуцентске куће нису знали шта да раде са Џуди, која је са тринаест година била стара за улоге у дечјим филмовима, али је са друге стране ипак била и сувише млада за озбиљну улогу у неком високобуџетном филму. Физички изглед Џуди Гарланд је створио озбиљну дилему код званичника продуцентске куће Метро-Голдвин-Мејер. Висока само метар и педесет један центиметар, Џуди Гарланд, са својим физичким изгледом који су одликовали невиност и чедност, још увек није била спремна да преузме одговорност коју је са собом носила улога гламурозне даме у неком од филмова. Џуди је била веома забринута и узнемирена, јер је сматрала да су њени наступи били сувише бојажљиви. „Џуди је у то време била у истој продуцентској кући заједно са Авом Гарднер, Ланом Тарнер и Елизабет Тејлор, правим лепотицама“, истакао је Чарлс Вотерс, који је режирао многобројне филмове у којима је Гарландова глумила. „Џуди је зарађивала огромне суме новца, остваривала је велике успехе, али је и даље била ружно паче ... Ја мислим да је то оставило веома штетан утицај на њено емотивно стање. Заправо, мислим да је тај утицај трајао до краја њеног живота.“
Њену несигурност је још више погоршавао став директора студија, Луја Б. Мејера, који се према њој односио као према „малом грбавцу“. Током првих година проведених у студију, Гарландова је била принуђена да облачи једноставне костиме без шара и украса или чипкасте младалачке хаљине. Продуценти су настојали да на тај начин истакну њен чедан изглед и безбрижан поглед. Гарландова је такође била приморана да носи специјалне превлаке (протезе) за зубе, како би јој осмех био лепши, а на њен нос су приликом снимања стављани специјални улошци пресвучени гумом и обојени бојом која је била потпуно иста боји коже. Џуди је у прво време извршавала различите функције у студију, све док није добила главну улогу заједно са Дијаном Дербин у краткометражном мјузиклу „Сваке недеље“. Филм је послужио као својеврстан тест за обе глумице, како би званичници одлучили која ће од ове две глумице остати у овој продуцентској кући, јер су сматрали да обе глумице не би требало да буду у истој глумачкој постави. Метро-Голдвин-Мејер је на крају ипак одлучио да задржи обе глумице, али је у међувремену Дијана Дербин иступила из продуцентске куће, потписавши уговор са продуцентском кућом „Универзал“.
Дана 16. новембра 1935. године, у току припрема за једну емисију на радију, Гарландова је сазнала да се здравствено стање њеног оца, који је био хоспитализован због менингитиса, нагло погоршало. Следећег јутра, 17. новембра 1935. године, Френк Гам је преминуо. Гарландова је у емисији на радију отпевала песму Zing! Went the Strings of My Heart, коју је посветила свом оцу и која ће касније постати незаобилазна на њеним многобројним концертима.
Гарландова је недуго затим привукла пажњу званичника продуцентских кућа отпевавши песму „You Made Me Love You“, коју је посветила Кларку Гејблу на његовој рођенданској забави. Џуди је ову песму отпевала на тако леп начин да јој је Кларк Гејбл предложио да отпева једну нумеру и у филму „Мелодија са Бродвеја 1938.“ (1937).
Продуцентска кућа Метро-Голдвин-Мејер је остварила изузетан успех реализацијом филмова у којима су главне улоге играли Џуди Гарланд и Мики Руни. Њих двоје су први пут заједно играли у филму „Тороубредови не плачу“ из 1937. године. Постали су права сензација, па су недуго затим играли заједно у филму „Анди Харди ће пронаћи љубав“. Гарландова је заједно са Рунијем глумила у девет филмова.
Како би одржала невероватан темпо снимања једног филма за другим, продуцентска кућа је Рунију, Џуди и осталим младим глумцима давала да конзумирају амфетамине и барбитурате пре спавања. За Џуди Гарланд, ова регуларна доза лекова довела је до животне борбе против зависности, која се на крају ипак завршила трагично. Џуди Гарланд је касније осудила „робовски“ распоред рада у Метро-Голдвин-Мејеру, истичући да јој је ова продуцентска кућа „украла“ младост. Упркос успешним филмовима и певачкој каријери, похвалама критике и њеној способности да испуни концертне дворане широм света, Џуди Гарланд никада није имала довољно самопоуздања и стално је захтевала од пријатеља да је уверавају да је талентована и привлачна. Оскар Левант се у једном интервјуу касније присетио да је „Џуди Гарланд на забавама могла да пева целу ноћ, бескрајно ... али када је требало да своју енергију и таленат пренесе на филм, то никако није могла да учини“

### „Чаробњак из Оза“
Са својих шеснаест година, Гарландова је добила улогу Дороти Гејл у филму „Чаробњак из Оза“ (1939), у коме је отпевала нумеру „Негде изнад дуге“ (енгл. (Somewhere) over the rainbow), по којој ће заувек остати упамћена. Иако су продуценти Артур Фрид и Мервин Лерој од самог почетка желели да Гарландова игра главну улогу у овом филму, директор студија Мејер настојао је да по сваку цену за ову улогу одабере Ширли Темпл, која је у то фреме имала уговор са продуцентском кућом 20th Century Fox. Пошто тај план није успео, Гарландова је добила главну улогу. Било је предвиђено да у првих неколико сцена филма Гарландова носи плаву перику, али се од тога убрзо одустало. Џуди Гарландова је морала да носи специјалан корсет који је смањивао њене облине и чинио је млађом. Њен једини костим у филму, плава памучна хаљина, изабран је тако да укаже на „замагљеност“ њеног физичког изгледа.
Снимање филма је почело 13. октобра 1938. године, а завршило се 16. марта 1939. године. Укупни трошкови снимања филма износили су скоро два милиона америчких долара. Након што се снимање филма завршило, Гарландова је заједно са Рунијем, кренула на промотивну турнеју, али су њих двоје истовремено заједно учествовали и у филму „Девојке под оружјем“ (1939). Промотивна турнеја се завршила 17. августа, када је у њујоршком „Капитол театру“ премијерно приказан филм „Чаробњак из Оза“.
Филм „Чаробњак из Оза“ добио је небројене похвале критике. Међутим, укупни трошкови снимања филма, који су, заједно са трошковима промотивне турнеје износили више од четири милиона америчких долара, учинили су да продуцентска кућа Метро-Голдвин-Мејер не оствари скоро никакав профит, јер су карте за децу, која су претежно гледала овај филм, биле сувише јефтине. На церемонији доделе награда америчке филмске академије, 1940. године, Џуди Гарланд је добила награде за најбољу младу глумицу у филмовима „Чаробњак из Оза“ и „Девојке под оружјем“. Након овог успеха, продуценти су схватили да је Џуди Гарланд глумица која доноси највећи профит и највећу популарност Метро-Голдвин-Мејеру.

### Светска слава
Четрдесетих година 20. века, Џуди Гарланд је играла главне улоге у филмовима: „Анди Харди се сусреће са дебитантом“, „Почетак са групом“ и „Мала Нели Кели“. Новчана средства за реализацију филма „Мала Нели Кели“ обезбедио је Џорџ М. Коан, настојећи да и кроз овај филм, Џуди Гарланд, поред својих глумачких искаже и изванредне вокалне способности. Улога у овом филму је била прави изазов за Џуди, јер је од ње захтевала да сценарио изговара потпуно другим акцентом. У овом филму Џуди је остварила свој први (филмски) пољубац, као и прву (али и једину) сцену у којој умире на филму . Успеси које су остварила ова три филма, као и следећа три које је Џуди снимила 1941. године, само су још више учврстили њену позицију главне глумице у Метро-Голдвин-Мејеру.
Током овог периода Гарландова је доживела своју прву озбиљну љубавну романсу. Гарландова је била истински заљубљена у певача Артија Шоуа, али сазнавши да он гаји симпатије према Лани Тарнер, једноставно се повукла . Убрзо је започела љубавну везу са музичарем Дејвидом Роузом, а на њен осамнаести рођендан, Роуз јој је поклонио веренички прстен. Званичници Метро-Голдвин-Мејера су оштро реаговали због тога што је Роуз још увек био у браку са певачицом и глумицом Мартом Реј. Заљубљени пар је морао да сачека годину дана, колико је било потребно да се Роуз и званично разведе, тако да су се Џуди Гарланд и Дејвид Роуз венчали 27. јула 1941. године . Гарландова је такође имала љубавну везу са, у то време, ожењеним композитором Џонијем Мерсером. Мерсер је у једном интервјуу изјавио да песма I Remember You, коју је он компоновао, представља изражавање његових најдубљих и најфинијих осећања према Џуди Гарланд. Очигледно знатно мршавија него раније, Гарландова је следећу главну улогу остварила у филму „За мене и мога момка“, у којем је глумила заједно са Џин Келијем, коме је то било прво појављивање на филму. Џуди Гарланд се, крајем четрдесетих година 20. века, коначно учврстила на позицији главне глумице у Метро-Голдвин-Мејеру, а критичари су за њу сада могли да кажу да представља даму која одише гламуром и женственошћу.
У својој двадесет првој години, Џуди је остварила још једну главну улогу у филму „Представљајући Лили Марс“, у којем је коначно носила костиме који су били креирани за најлепше и најженственије глумачке звезде тог времена. Међутим, без обзира на то колико је Џуди била гламурозна и лепа на екранима, њено самопоуздање је и даље било на веома ниском нивоу. Гарландова је, средином 1942. године, нагло прекинула трудноћу са Дејвидом Роузом, а у јануару 1944. године, брачни пар се развео .
Један од најуспешнијих филмова које је Гарландова снимила за Метро-Голдвин-Мејер био је „Срешћемо се у Сент Луису“, у којем је отпевала три нумере: The Trolley Song, The Boy Next Door и Have Yourself a Merry Little Christmas, а које ће касније постати незаобилазни део њених концерата. Редитељ овог филма, Винсент Минели, захтевао је да главни шминкер на филму буде Дороти Понедел, јер је сматрао да она може да побољша физички изглед Џуди Гарланд. То се заиста и догодило. Дороти јој је потпуно преобликовала фризуру, обрве и линију усана, а уклонила јој је и улошке са носа. Гарландова је била толико задовољна резултатима да јој је, у сваком следећем филму, Дороти била шминкер. Током снимања филма „Срешћемо се у Сент Луису“, Гарландова и Минели су, након неколико почетних конфликата, започели љубавну везу. Венчали су се 15. јуна 1945. године, а 12. марта 1946. године добили су кћерку, Лајзу Минели .
У филму „Сат“ (1945) Џуди је играла главну улогу заједно са Робертом Вокером. То је био први филм у коме она није отпевала ниједну нумеру и у којем је њена улога била потпуно драмска.
Остали познати филмови у којима је Гарландова играла укључују „Харвијеве девојке“ (1946), у којем је Џуди отпевала песму On the Atchison, Topeka and the Santa Fe, за коју је добила награду Америчке филмске академије за најбољу композицију и филм „Гусар“ (1948).

### Раскид уговора са Метро–Голдвин–Мејером
Током снимања филма „Гусар“, у априлу 1947. године, Гарландова је доживела нервни слом и била је смештена у приватни санаторијум . Ипак је била способна да заврши снимање филма, али је у јулу исте године први пут покушала да изврши самоубиство, тако што је пререзала вене на зглобу руке сломљеним стаклом . Гарландова је потом снимила филмове „Источна парада“ и „Добро старо летње време“, а филм „Летња представа“ био је последњи који је снимила за продуцентску кућу Метро-Голдвин-Мејер.
Међутим, Џуди Гарланд није имала снаге да снима филмове у низу. Током снимања филма „Барклијеви са Бродвеја“, Гарландова је конзумирала пилуле за спавање (преписане од стране лекара) у комбинацији са забрањеним пилулама које су садржале морфијум. Ова комбинација лекова, заједно са несносним главобољама које је проживљавала, онемогућила је Џуди да буде на сцени неколико дана. Након што је од лекара добио дијагнозу у којој се наводи да ће Џуди бити способна да проведе на снимању највише четири дана у недељи, а да притом мора често да се одмара, извршни директор Метро-Голдвин-Мејера, Артур Фрид, суспендовао је Џуди Гарланд 18. јула 1948. године, а њену улогу преузела је Џинџер Роџерс.
Џуди Гарланд је убрзо добила главну улогу у филмској адаптацији романа Annie Get Your Gun. Џуди је била нервозна због чињенице да је добила улогу која је строго повезује са Етел Мерман. Њена узнемиреност третманом који је добијала од стране редитеља Базбија Берклија, утицала је на то да је стално каснила на почетак снимања, а поједине дане се уопште није ни појављивала. Џуди Гарланд је суспендована 10. маја 1949. године, а њену улогу је добила Бети Хатон. Након што је глумица Џин Алисон остала у другом стању средином 1950. године, Џуди Гарланд је добила главну улогу у филму „Краљевско венчање“. Међутим, услед непоштовања услова из уговора, Џуди је суспендована 17. јуна 1950. године, а њену улогу је добила Џејн Пауел. Уважене и признате биографије које су објављене након смрти Џуди Гарланд, наводе да је Џуди, након последњег добијеног отказа, незнатно подерала кожу на врату сломљеном стакленом чашом. Међутим, јавност је у то време била информисана чињеницом да је Гарландова потпуно „распорила своје грло“. „Све што сам могла предвидети у будућности било је апсолутно збуњујуће“, навела је касније Гарландова као оправдање за покушај самоубиства. „Желела сам да потпуно избришем и прошлост и будућност. Желела сам да, повређујући себе, повредим сваког ко ме је било кад повредио“

### Повратак на старе стазе славе
Џуди Гарланд се 1951. године развела од Винсента Минелија. Међутим, Џуди се веома брзо верила за Сиднија Луфта, њеног тадашњег менаџера . Луфт је успео да уговори четворомесечну концертну турнеју по Уједињеном Краљевству, а Џуди Гарланд је испунила све концертне дворане у Енглеској, Шкотској и Ирској . У току ове турнеје Гарландова је по први пут наступила у новоизграђеној лондонској дворани „Паладијум“, у којој је одржала четири концерта Иако је британска штампа њен физички изглед оценила као „сувише буцмаст“, Џуди је побрала веома позитивне критике, а овације које су се проламале двораном биле су таквих размера, да је менаџер дворане „Паладијум“ тај чин описао као „најгласније овације које је икад чуо“
У октобру 1951. године, Гарландова је две вечери узастопно наступила у потпуно реновираном њујоршком „Палас театру“. Након тога, директор позоришта јој је понудио деветнаестонедељни аранжман током којег би наступала два пута седмично, сваке недеље. Џуди овакав предлог није могла да одбије. Наступи током тих деветнаест недеља у „Палас театру“, оцењени су као „њен највећи лични тријумф у историји шоу бизниса“. Гарландова је, због изузетног доприноса у процесу повратка водвиља на позоришне сцене, добила специјалну „Тони“ награду
Џуди Гарланд и Сидни Луфт венчали су се 8. јуна 1952. године у граду Холистер, у Калифорнији. Брачни пар је своје прво дете добио 21. новембра 1952. године, када је Џуди родила кћерку којој је дала име Лорна .
Међутим, лични и професионални успеси Џуди Гарланд током овог периода, остали су у сенци понашања њене мајке, Етел. У мају 1952. године, у тренутку када је Џуди достигла врхунац у свом повратку на сцену, њена мајка Етел је у интервјуу „Лос Анђелес мирору“ открила да, док њена кћерка ствара право мало богатство испуњавајући концертне дворане широм света, дотле она мора да ради као секретарица у авио—компанији у Даласу за само 61 долар недељно . Џуди, која са мајком није била у контакту неколико година, окарактерисала је Етел као особу која „не може да донесе ништа добро, већ само да изазове пометњу и улије страх“. Гарланд је такође оптужила мајку да јој је на недозвољен начин узимала сва новчана средства која је она зарађивала још као веома млада глумица. Тврдње које је навела Џуди, потврдила је и њена сестра Вирџинија, истичући да „мајка никада није много марила за Џуди“ Етел је, 5. јануара 1953. године, пронађена мртва у својој канцеларији .

### „Звезда је рођена“
Гарланд је, 1954. године, за продуцентску кућу „Варнер брос“ снимила филм „Звезда је рођена“, по жанру мјузикл. Продуцентска кућа Transcona, чији су власници били Џуди и Сидни је била званични продуцент филма, док је „Варнер брос“ обезбедио новчана средства и комплетну глумачку екипу . Овај филм, који је режирао Џорџ Цукор, а главну мушку улогу играо Џејмс Мејсон, био је један од ретких коме је Џуди била у потпуности посвећена. Међутим, та посвећеност је трајала веома кратко. Џуди је поново почела да изостаје са снимања, трошкови продукције су се све више повећавали, а бес и љутња директора Варнер броса, Џека Ворнера, испољавали су се у све већој мери. Снимање филма је коначно завршено 29. јула 1954. године .
Филм је добио много позитивних критика и пре његовог премијерног емитовања, које је било заказано за 29. септембар 1954. године. Званичници биоскопа у којима се филм приказивао били су веома незадовољни чињеницом да ће филм моћи да прикажу највише четири пута дневно, јер им тај број приказивања није доносио скоро никакав профит. Замолили су продуцентску кућу „Варнер брос“ да избаци одређене сцене из филма, како би он краће трајао и како би могао да се прикаже бар шест пута у току дана. Филм, који је на крају ипак скраћен за 30 минута, доживео је финансијску пропаст. То је посебно погодило Џуди, која је веровала да ће профит који овај филм оствари, осигурати њену финансијску стабилност . Продуцентске куће Transcona и „Варнер брос“ више никада нису снимале заједничке филмове .
За улогу у овом филму Гарландова је номинована од стране америчке филмске академије у категорији најбоље глумице у главној улози. У сусрет церемонији 27. доделе Оскара, сви су, укључујући и гледаоце и новинаре, веровали да ће Џуди освојити награду. Џуди није могла да присуствује церемонији због тога што је неколико дана раније родила своје треће дете, сина по имену Џозеф Луфт, тако да је комплетна телевизијска екипа била смештена у њеној болничкој соби, из које је она требало да одржи поздравни говор поводом уручења награде. Међутим, награду је освојила Грејс Кели за улогу у филму „Сеоске девојке“ (1954). У знак протеста, сниматељи су искључили камере пре него што се Грејс попела на позорницу како би примила награду. У телеграму који је Џуди упутио неколико дана после церемоније, Гручо Маркс је истакао да њен губитак награде представља „највећу пљачку у историји искара“ . До данашњег дана, овај догађај представља једну од највећих мрља на церемонијама додела награда америчке филмске академије. За улогу у овом филму Гарландова је ипак освојила награду Златни глобус у категорији „најбоља глумица у мјузиклу“.
Након овог филма, Џуди Гарланд је снимила и „Нирнбершки процес“ (1961), анимирани филм Gay Purr-ee (1962) и филм „Дете које чека“ (1963), у којем је главну мушку улогу играо Берт Ланкастер. Њен последњи филм „Могу да наставим да певам“, који говори о животу познате музичке звезде, а у коме је играла заједно са Дирком Богардом, представља пројекцију њеног комплетног живота. У овом филму, Џуди је отпевала своју последњу нумеру на филму, песму I Could Go on Singing, на самом крају филма.

### Телевизија, концерти и наступ у „Карнеги холу“
Почевши од 1955. године, Гарландова је учествовала у бројним телевизијским емисијама. У свом првом гостовању на телевизији у емисији „Јубилеј Фордових звезда“, која је представљала први телевизијски програм који се приказивао у пуном колору и који је имао огроман удео у укупној гледаности од око 35%, Џуди је потписала трогодишњи уговор са телевизијском мрежом Си-Би-Ес вредан 300.000 долара по години. Након само једне емисије, у којој је приказан њен концерт из „Џенерал Електрик театра“, Џуди је поништила уговор са телевизијском мрежом Си-Би-Ес . Гарландова је, 1956. године, четири пута наступила у хотелу New Frontier, у Лас Вегасу, а за сваки наступ је зарадила по 55.000 америчких долара. У то време, она је била најплаћенији уметник у Лас Вегасу. Упркос проблемима са акутним ларингитисом, њени концерти су били толико успешни, да јој је боравак у Лас Вегасу продужен за још једну недељу . У септембру исте године, Џуди је одржала још два концерта у „Палас театру“ и поново побрала веома позитивне критике.
У новембру 1959. године Гарландова је поново хоспитализована, са дијагнозом акутног хепатитиса. Након изласка из болнице, у јануару 1960. године, лекари су јој наговестили да ће живети још највише пет година и да више никада неће моћи да пева на концертима . Након такве дијагнозе, Џуди се осећала „веома опуштено“. „Притисак који сам осећала, сада је потпуно нестао“, истакла је Џуди. Међутим, у следећих неколико месеци Џуди Гарланд се потпуно опоравила, тако да је у августу 1960. године поново одржала концерт у лондонском „Паладијуму“. Британци су јој приредили тако топлу добродошлицу да је Џуди била принуђена да објави своје намере о пресељењу у Енглеску .
Њен концерт у њујоршком „Карнеги холу“ свакако представља врхунац њене музичке каријере. Критичари су овај концерт оценили као „најбољи концерт у историји дотадашњег шоу бизниса“. Убрзо је издат албум са нумерама са концерта који је забележио златни тираж и који се тринаест недеља нашао на првом месту америчких топ—листа. Албум је освојио пет Греми награда, укључујући и награде за најбољи албум године и најбољи женски вокал године
Џуди Гарланд је 1961. године обновила уговор са телевизијском мрежом Си-Би-Ес и промовисала своју нову емисију под називом „Шоу Џуди Гарланд“. Њени први гости били су Френк Синатра и Дин Мартин . Емисија је постигла велики успех, па је Си-Би-Ес понудио нови уговор Џуди Гарланд, вредан 24 милиона долара за снимање друге сезоне емисије. Иако је Гарландова средином 1955. године изјавила да „никада више неће бити водитељ телевизијске емисије“, њено финансијско стање је шездесетих година било толико лоше да није смела да одбије овакву понуду. Џуди је позајмљивала огромне суме новца на које није плаћала камату још од 1957. године, а финансијски крах филма „Звезда је рођена“ само је још више погоршао њену ситуацију . Друга сезона емисије је имала готово једнак успех као и прва.
Трећа сезона емисије почела је да се приказује 29. септембра 1963. године , а први гости су били Фил Силверс и Роберт Гулет . Из различитих разлога (од којих је главни био смањена гледаност), емисија је престала да се приказује након треће сезоне. Целокупна емисија је освојила четири Еми награде Престанак приказивања серије је имао толико негативан утицај на психичко и физичко стање Џуди Гарланд, да се она никада од тога није опоравила.

### Последње године живота
Након завршетка емитовања њене телевизијске емисије, Џуди се поново вратила на позорницу. Поново је наступила у лондонском „Паладијуму“, у новембру 1964. године, али овога пута у пратњи своје осамнаестогодишње кћерке Лајзе Минели. Концерт који је уживо преносила британска телевизијска мрежа ИТВ, био је један од последњих наступа Џуди Гарланд на подручју Велике Британије. Џуди се затим као гост појављивала у емисијама The Ed Sullivan Show, The Tonight Show, The Hollywood Palace и The Mery Griffin Show .
Гарландова је 1963. године поднела тужбу за развод брака од Сида Луфта, наводећи његову окрутност као главни разлог за њихов растанак. Џуди је посебно истакла да ју је Сид, док је био у алкохолисаном стању, више пута ударио, а такође је у више наврата покушао да одузме децу од ње. Џуди је, почевши од 1956. године, више пута покушавала да поднесе тужбу за развод брака, али је стално одустајала из различитих разлога
Током 1964. године, Гарландова је приредила концертну турнеју по Аустралији. Њен први концерт који је одржан на градском стадијуму у Сиднеју, прошао је веома успешно, а Џуди је добила веома позитивне критике. Свој други концерт, у Мелбурну, Џуди Гарланд је започела са једним часом закашњења. Више од 70.000 гледалаца било је веома бесно физичким изгледом Џуди Гарланд, који је одисао умором. Верујући да се Џуди на позорници налази у потпуно алкохолисаном стању, публика је звиждуцима и повицима негодовања приморала Џуди да се са позорнице повуче након само 45 минута концерта . Џуди је касније окарактерисала публику у Мелбурну као веома „бруталну“. Други концерт у Мелбурну је био успешан, али је на конференцији за медије након концерта, Џуди била приморана да одговара на веома непријатна питања. На овој конференцији Џуди је објавила да се у авиону изнад обале Хонгконга венчала са Марком Хероном. Међутим, у време када је та церемонија венчања обављена, Гарландова се још увек није била званично развела од Сиднија Луфта . Џуди Гарланд се и званично развела од Сиднија Луфта 19. маја 1965. године, али се са Хероном није легално венчала све до 14. новембра исте године .
У фебруару 1967. године Гарланд је добила улогу Хелен Лосон у филму „Долина лутака“. У то време се говорило да је лик Нели О’Харе, из романа Жакелин Сузан, креиран на основу живота и дела Џуди Гарланд. Улогу О’Харе у филму играла је Пети Дјук. Током снимања, Гарланд је често пропуштала пробе, па је у априлу добила отказ. Њену улогу је добила Сузан Хејвард.
Вративши се на позорницу, Гарланд је у њујоршком „Палас театру“ приредила турнеју од шеснаест концерата, на којима је наступала заједно са кћерком Лорном и сином Џозефом. На свим концертима Џуди је била обучена у панталоне са шљокицама, костим који је требало да носи у филму „Долина лутака“.
На самом почетку 1969. године здравствено стање Џуди Гарланд се нагло погоршало. Пет недеља је узастопно наступала у једном лондонском ноћном клубу , да би свој последњи концерт у животу одржала у Копенхагену, у марту 1969. године . Џуди се за свог последњег супруга, Мики Динса, удала у Лондону, 17. марта 1969. године, окончавши пре тога свој брак са Хероном 11. фебруара исте године .
Мики Динс је, 22. јуна 1969. године, пронашао Џуди мртву у купатилу њихове изнајмљене куће у Лондону. У извештају мртвозорника, Гавина Турдсона, наводи се да је званичан узрок смрти „ненамерно предозирање барбитуратима“; у њеној крви је пронађено 97 милиграма капсула „Секонал“ . Турдсон је истакао да је предозирање било случајно и да не постоје докази који указују на то да је Џуди Гарланд извршила самоубиство. Аутопсија тела Џуди Гарланд показала је да није постојало запаљење слузокоже желуца нити наслаге лекова у желуцу, што је указивало на чињеницу да је Џуди годинама конзумирала лекове као и да је смрт била случајна. Гарланд је прославила свој четрдесет седми рођендан само дванаест дана пре него што је умрла. Њен партнер из филма „Чаробњак из Оза“, Реј Болџер, током говора на њеној сахрани истакао је да је „Џуди једноставно испарила“. Више од 20.000 људи присуствовало је њеној сахрани на гробљу „Френклиф“ у Њујорку

## Наслеђе
Наслеђе које је као глумица и певачица иза себе оставила Џуди Гарланд, веома је обимно, квалитетно и раскошно. Амерички филмски институт је уврстио Гарландову у листу десет најбољих глумица свих времена .. Након њене смрти написано је више од двадесет биографија, а најбоље критике попримио је роман „Ја и моје сенке: Породични мемоари“, који је написала њена кћерка Лорна Луфт. На основу ове књиге написан је сценарио за мини-серију „Живот са Џуди Гарланд: Ја и моје сенке“, која је освојила мноштво награда. Џуди Гарланд је 1997. године постхумно награђена Греми наградом за животно дело. Неколико њених нумера уврштено је у „Греми кућу славе“. Међу њима је свакако најзначајнија нумера „Негде изнад дуге“ (енгл. (Somewhere) over the rainbow), која се нашла на првом месту најбољих песама свих времена у избору америчког филмског института. Лик Џуди Гарланд два пута се нашао на поштанским маркама америчке поштанске службе: 1989. године (као Дороти Гејл из филма „Чаробњак из Оза“) и 2006. године (као Вики Лестер из филма „Звезда је рођена“)
Нумера „Somewhere over the rainbow“ из филма „Чаробњак из Оза“ⓘ

## Филмографија и наступи
| Улоге Џуди Гарланд |                                     |               |                                              |          |
| Година             | Српски назив                        | Изворни назив | Улога                                        | Напомена |
| 1929.              | Велики шоу                          |               | Играла је саму себе                          |          |
| 1930.              | Одмор у земљи прича                 |               | Играла је саму себе                          |          |
| 1930.              | Мехурићи                            |               | Играла је саму себе                          |          |
| 1930.              | Венчање Џека и Џил                  |               | Играла је саму себе                          |          |
| 1995.              |                                     |               | Играла је саму себе                          |          |
| 1936.              | Сваке недеље                        |               | Џуди                                         |          |
| 1936.              |                                     |               | Сери Дод                                     |          |
| 1937.              | Мелодија са Бродвеја 1938.          |               | Бети Клејтон                                 |          |
| 1937.              | Тороубредови не плачу               |               | Крикет Вест                                  |          |
| 1938.              | Сви певају                          |               | Џуди Белер                                   |          |
| 1938.              | Анди харди ће пронаћи љубав         |               | Бетси Бут                                    |          |
| 1938.              | Слушај, драги                       |               | „Пинки“ Вингејт                              |          |
| 1939.              | Чаробњак из Оза                     |               | Дороти Гејл                                  |          |
| 1939.              | Девојке под оружјем                 |               | Петси Бартон                                 |          |
| 1940.              | Анди Харди се сусреће са дебитантом |               | Бетси Бут                                    |          |
| 1940.              | Почетак са групом                   |               | Мери Холден                                  |          |
| 1940.              | Мала Нели Кели                      |               | Нели Ноан Кели                               |          |
| 1941.              | Зигфилдова девојка                  |               | Сузан Галагер                                |          |
| 1941.              | Живот за Андија Хардија тек почиње  |               | госпођица Бетси Бут                          |          |
| 1941.              | Девојке са Бродвеја                 |               | Пени Морис                                   |          |
| 1942.              | Морамо слушати музику               |               | Играла је саму себе                          |          |
| 1942.              | За мене и мога момка                |               | Џо Хејден                                    |          |
| 1943.              | Хиљаду здравица                     |               | Играла је саму себе                          |          |
| 1943.              | Несташне девојке                    |               | Џинџер Греј                                  |          |
| 1944.              | Срешћемо се у Сент Луису            |               | Естер Смит                                   |          |
| 1945.              | Сат                                 |               | Алис Мејбери                                 |          |
| 1946.              | Харвијеве девојке                   |               | Сузан Бредли                                 |          |
| 1946.              | Зигфилдове лудорије                 |               | „Звезда“                                     |          |
| 1946.              | Док се облаци не откотрљају         |               | Мерлин Милер                                 |          |
| 1948.              | Свет и музика                       |               | Играла је саму себе                          |          |
| 1948.              | Гусар                               |               | Мануела Ава                                  |          |
| 1948.              | Источна парада                      |               | Хана Браун                                   |          |
| 1949.              | Добро старо летње време             |               | Вероника Фишер                               |          |
| 1950.              | Летња представа                     |               | Џејн Фалбури                                 |          |
| 1954.              | Звезда је рођена                    |               | Вики Лестер                                  |          |
| 1960.              | Пепе                                |               | Играла је саму себе (само је позајмила глас) |          |
| 1961.              | Нирнбершки процес                   |               | Ирена Хофман Валнер                          |          |
| 1962.              |                                     |               | Мевсет (само је позајмила глас)              |          |
| 1963.              | Дете које чека                      |               | Џин Хансен                                   |          |
| 1964.              | Могу да наставим да певам           |               | Џени Бауман                                  |          |

### Концерти
У својој каријери, Џуди Гарланд је наступила на више од 1.100 концерата. У наредној табели је дат преглед њених најзначајнијих концерата.
| Датум                 | Место                           | Занимљивости и напомене |
| --------------------- | ------------------------------- | --- |
| 10. јул 1943.         | Филаделфија                     | Џуди Гарланд је одржала свој први солистички концерт. |
| 9. април 1951.        | Лондон                          | Гарландова је први пут наступила у лондонској дворани „Паладијум“. Наступала је неколико седмица, сваке среде и недеље.                                                                                |
| 1. јул 1951.          | Даблин                          | Гарландова је одржала 14 концерата у „Ројал театру“ на којима је било присутно више од 50.000 гледалаца. Обожаваоци су је принудили да отпева неколико песама из своје просторије у којој се шминкала. |
| 16. октобар 1951.     | Њујорк                          | Џуди Гарланд је наступила на првом од својих 19 концерата у потпуно реновираном „Палас театру“. |
| 1956.                 | Хотел Њу фронтијер у Лас Вегасу | Гарландова је четири недеље узастопно наступала у овом хотелу за 55.000 долара по концерту, поставши тако најплаћенији уметник у Лас Вегасу у то време.                                                |
| 11. мај 1959.         | Њујорк                          | 7 вечери узастопно је наступала у „Метрополитен опери“. |
| 3-5. октобар 1959.    | Париз                           | Концерти у дворани „Шело“ |
| 28-29. октобар 1960.  | Париз                           | Концерти у чувеном париском позоришту „Олимпија“ |
| октобар 1960.         | Амстердам                       | Концерт је, према оценама извештача, представљао њен најбољи концерт који је одржала у Европи. |
| 23. април 1961.       | Њујорк                          | Легендаран концерт у „Карнеги холу“ |
| 16. септембар 1961.   | Лос Анђелес                     | Одржала је незабораван концерт на отвореном упркос јакој киши. |
| мај 1964.             | Сиднеј/Мелбурн                  | Вероватно њена најнеуспешнија турнеја. Иако су сви концерти били распродати, публика је са већине од њих отишла поприлично разочарана.                                                                 |
| 8, 15. новембар 1964. | Лондон                          | Наступила је у лондонском „Паладијуму“ на два концерта заједно са својом кћерком Лајзом Минели. |
| 31. јул 1967.         | Њујорк                          | 4 недеље узастопно је наступала у „Палас театру“. |
| 31. август 1967.      | Бостон                          | Њен најпосећенији концерт;у једном од бостонских паркова било је присутно више од 100.000 људи. |
| 25. март 1969.        | Копенхаген                      | Њен последњи концерт у животу. |

## Награде
| Година | Награда                                                  | Претходни добитник                                 | Следећи добитник                              |
| ------ | -------------------------------------------------------- | -------------------------------------------------- | --------------------------------------------- |
| 1939.  | Оскар за младе глумце                                    | Дина Дарбин, Мики Руни                             | Маргарет О’Брајен                             |
| 1952.  | Специјална Тони награда                                  | Рут Грин                                           | Беатрис Лили, Дени Кеј                        |
| 1954.  | Златни глобус за најбољу глумицу у мјузиклу или комедији | Етел Мерман                                        | Џин Симонс                                    |
| 1962.  | Награда Сесил Б. Демил                                   | Фред Астер                                         | Боб Хоуп                                      |
| 1962.  | Греми награда за најбољи албум године                    | Боб Њухарт                                         | Вон Медер                                     |
| 1962.  | Греми награда за најбољи женски вокал                    | Ела Фицџералд                                      | Ела Фицџералд                                 |
| 1997.  | Греми награда за животно дело                            | Дејв Брубек, Марвин Геј, Георг Солти, Стиви Вондер | Бо Дидли, Браћа Милс, Рој Орбисон, Пол Робсон |